# Gerard Pietersz. van Zijl

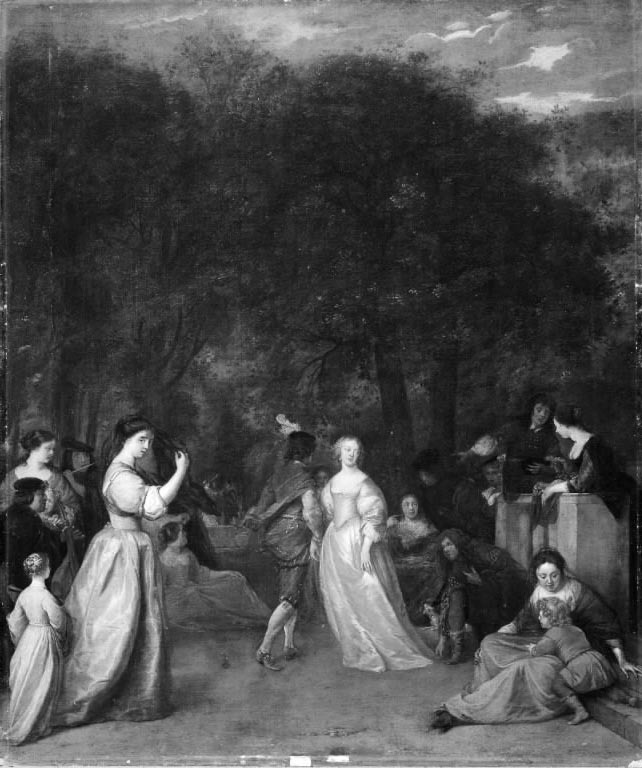
Dansend gezelschap (Statens Museum for Kunst)

Gerard Pietersz. van Zijl (Leiden, ca. 1607/1608 – Amsterdam, begraven op 19 december 1665) was een Noord-Nederlandse kunstschilder en tekenaar, bekend om zijn portretten en genrevoorstellingen.
Van Zijl, ook bekend onder verschillende naamvarianten zoals "De kleine Van Dyck," "Gerards," en "Gerardus Petri van Zyl," was de zoon van een lijstenmaker en mogelijk de vader van de genreschilder Anthonie Geeraards.
Hij begon zijn carrière rond 1629 in Amsterdam en werkte van 1639 tot 1641 in Londen. Na de dood van zijn leermeester, Anthony van Dyck, keerde hij terug naar de Republiek en vestigde zich opnieuw in Amsterdam. Tussen 1655 en 1658 huurde Van Zijl een kamertje bij de chirurgijn Jacob Dielofsz. Block in de Hartenstraat.
Zijn latere werk vertoont invloeden van Pieter de Hooch. Van Zijl's nalatenschap bleef voortleven door onder anderen Jan Verkolje, die enkele van zijn onvoltooide werken voltooide.
- Biografisch Portaal: 73332056
- Gemeinsame Normdatei: 103872645X
- RKD-Nederlands Instituut voor Kunstgeschiedenis: 86802
- Union List of Artist Names: 500028212
- Virtual International Authority File: 95855813